# Yuncheng (Shandong)
Yuncheng is een stad in de prefectuur Heze in het zuiden van de noordoostelijke provincie Shandong, Volksrepubliek China.
Bij de volkstelling van 2020 had de stad 536.351 inwoners.